# 27074 Etatolia
27074 Etatolia este un asteroid din centura principală de asteroizi.

## Descriere
27074 Etatolia este un asteroid din centura principală de asteroizi. A fost descoperit pe 26 septembrie 1998 la Socorro, New Mexico, în cadrul proiectului LINEAR. Asteroidul prezintă o orbită caracterizată de o semiaxă mare de 2,40 ua, o excentricitate de 0,08 și o înclinație de 7,4° în raport cu ecliptica.